# Drawa (Bartoszyce)
Drawa (deutsch Groß Sonnenburg) ist ein Ort in der polnischen Woiwodschaft Ermland-Masuren. Er gehört zur Gmina Bartoszyce (Landgemeinde Bartenstein) im Powiat Bartoszycki (Kreis Bartenstein (Ostpr.)).

## Geographische Lage
Drawa liegt in der nördlichen Mitte der Woiwodschaft Ermland-Masuren, 34 Kilometer südöstlich der früheren und heute auf russischem Staatsgebiet gelegenen Kreisstadt Friedland (russisch Prawdinsk) bzw. 15 Kilometer südöstlich der heutigen Kreismetropole Bartoszyce (deutsch Bartenstein).

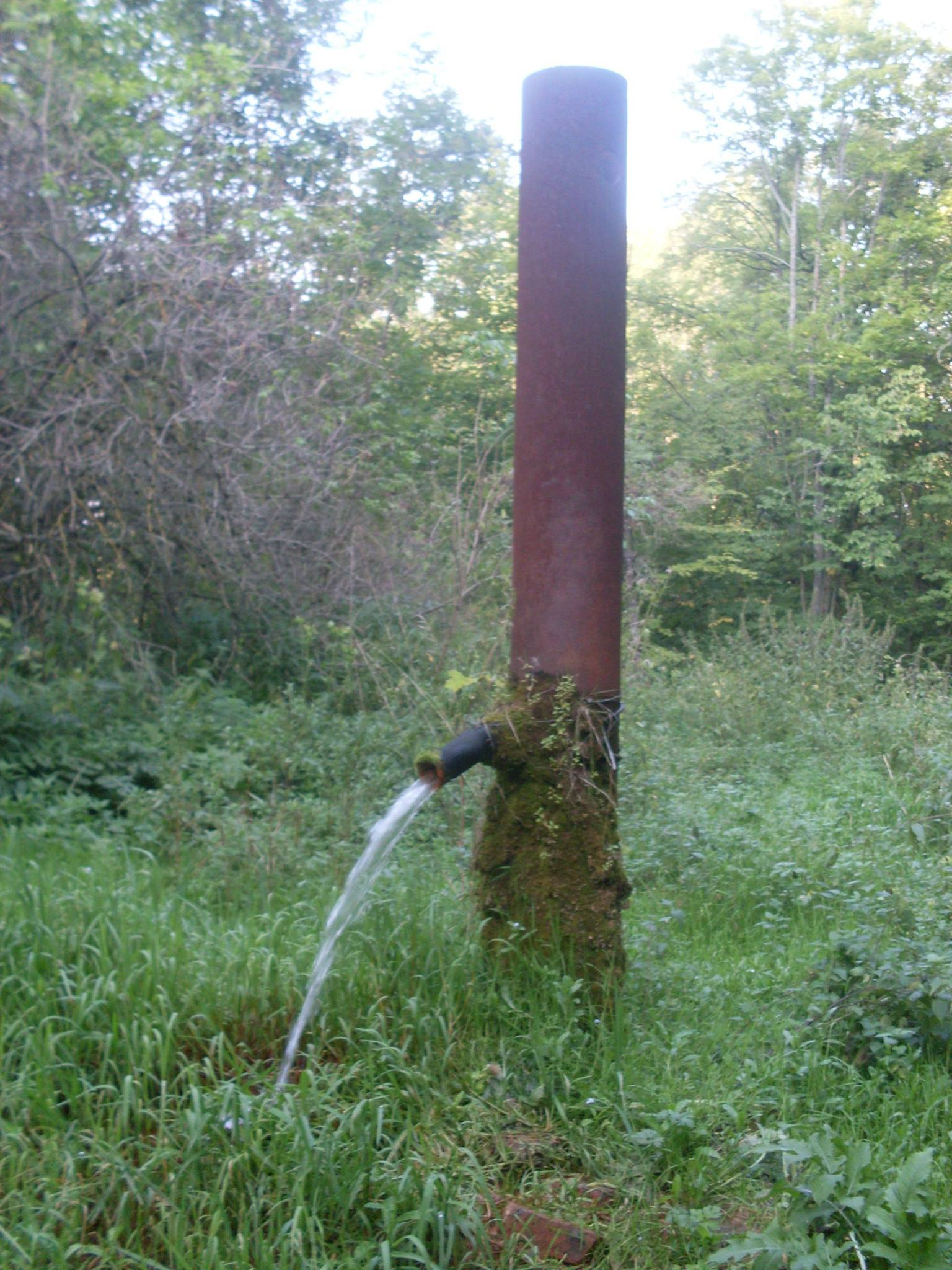
Quellwasserspender am früheren Gutshaus

## Geschichte
Bei dem vor 1820 Groß Sonnenberg genannten Ort handelte es sich um ein mit einem Park versehenes großes Gut. Im Jahre 1745 war die Familie von der Gröben-Ponarien Eigentümer des Guts, 1820 die Erbengemeinschaft von der Gröben. Im 19. Jahrhundert folgte die Familie Labmeher.
Am 8. Juni 1874 wurde das Vorwerk Groß Sonnenburg aus dem Gutsbezirk Beyditten (polnisch Bajdyty) herausgelöst und zu einem selbständigen Gutsbezirk erklärt. Dieser kam drei Tage später zum neu errichteten Amtsbezirk Groß Schwansfeld (polnisch Łabędnik) im ostpreußischen Kreis Friedland (ab 1927: „Kreis Bartenstein“). Groß Sonnenburg zählte im Jahre 1910 insgesamt 130 Einwohner.
Im 20. Jahrhundert übernahm die Familie Altstadt das Gut in Besitz und war bis 1945 Eigentümer. Am 1. November 1928 gab Groß Sonnenberg seine Eigenständigkeit auf und schloss sich mit den Nachbargutsbezirken Bellienen (polnisch Bieliny), Beyditten (Bajdyty) und Mäckelburgs (1938 bis 1945 Mäckelburg, polnisch Michałowo) zur Landgemeinde Beyditten zusammen.
Als 1945 in Kriegsfolge das gesamte südliche Ostpreußen an Polen fiel, erhielt Groß Sonnenburg die polnische Namensform „Drawa“. Der Ort ist heute in die Landgemeinde Bartoszyce (Bartenstein) im Powiat Bartoszycki (Kreis Bartenstein (Ostpr.)) eingegliedert, von 1975 bis 1998 der Woiwodschaft Olsztyn, seither der Woiwodschaft Ermland-Masuren zugehörig. Im Jahre 2021 zählte Drawa 130 Einwohner.

## Religion
Christentum

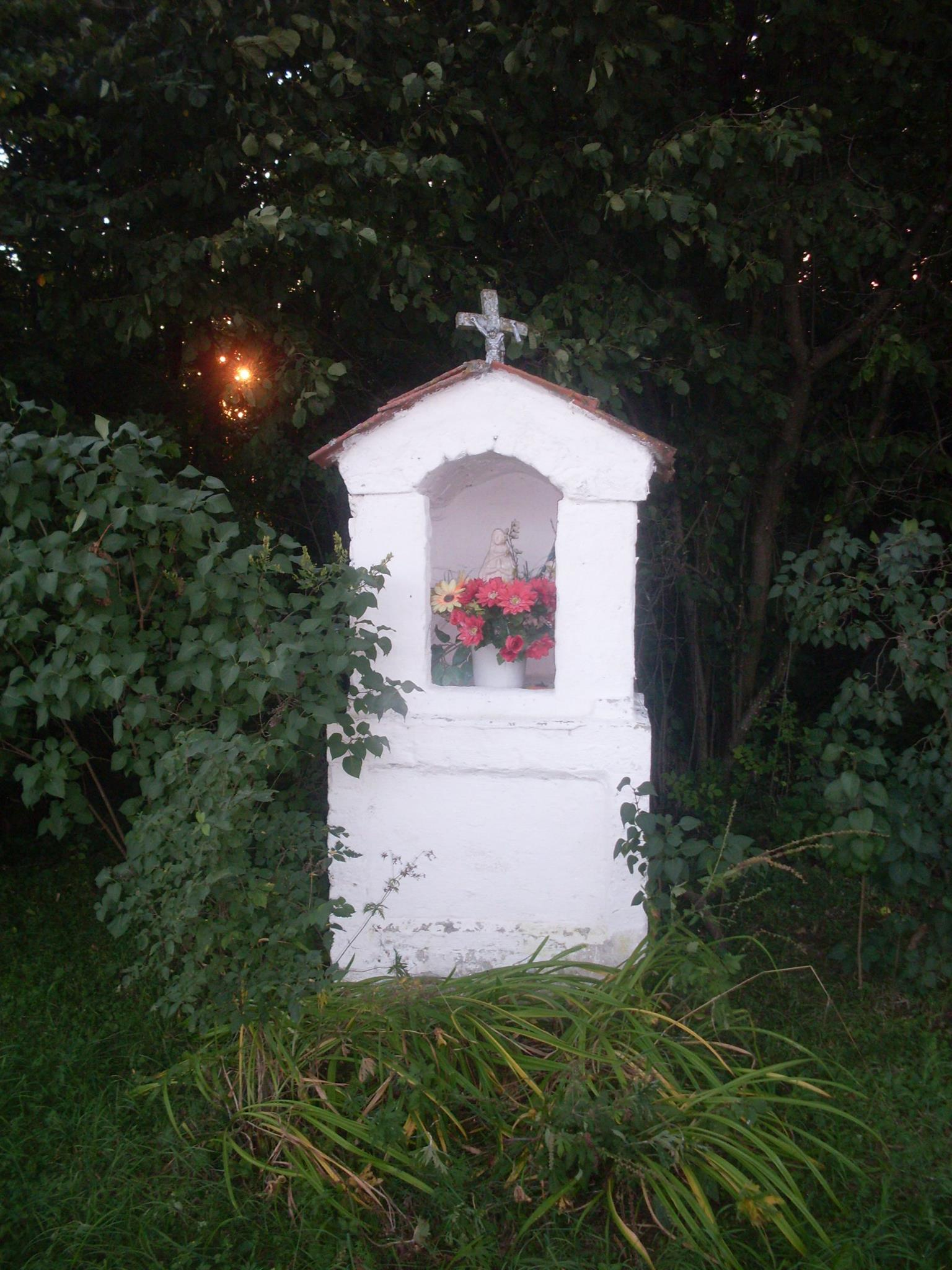
Bildstock in Drawa

Bis 1945 war Groß Sonnenburg in die evangelische Dorfkirche Groß Schwansfeld in der Kirchenprovinz Ostpreußen der Kirche der Altpreußischen Union, außerdem in die römisch-katholische Kirche St. Bruno in Bartenstein im damaligen Bistum Ermland eingepfarrt.
Heute gehört Drawa katholischerseits zur Pfarrei Łabędnik (Groß Schwansfeld) im jetzigen Erzbistum Ermland, sowie evangelischerseits zur Kirche in Bartoszyce, einer Filialkirche der Johanneskirche in Kętrzyn (Rastenburg) in der Diözese Masuren der Evangelisch-Augsburgischen Kirche in Polen.

## Verkehr
Drawa liegt südlich der polnischen Woiwodschaftsstraße 592 (frühere deutsche Reichsstraße 135) und ist über einen Abzweig zwischen Łabędnik und Kowalewo Małe (Wotterkeim) zu erreichen.
Eine Anbindung an den Bahnverkehr existiert nicht.